# Pōmare III

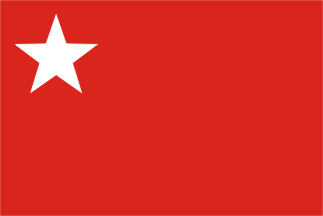
Bandera del regne de Tahití entre 1822 i 1829

Pōmare III, rei de Tahití (25 de juny de 1820 - 8 de gener de 1827) fou un monarca del Regne de Tahití entre 1821 i 1827.
A l'edat d'un any, Teriʻi-ta-ria es convertí en el tercer sobirà de la dinastia Pōmare després de la mort del seu pare, Pōmare II. La cerimònia d'investidura, organitzada pels missioners amb la presència de 8.000 persones, no es va fer fins al 1824. A causa de la seva minoria d'edat, es va organitzar un consell de regència que assumí el poder fins que Pōmare II fos adult. Eren regents Pōmare Vahine, la seva mare, i Paiti, el cap del districte de Porionu’u. Però el poder real era en mans dels missioners anglesos, primer Henry Nott i després John Orsmond, fins al punt que Pōmare III només parlava anglès. La seva prematura mort el 1827 portà ’Aimata, la seva germana de 14 anys al tron amb el nom de Pōmare IV.